# Харрис, Рэйчел
Рэйчел Харрис (англ. Rachael Harris, род. 12 января 1968, Уэртингтон, Огайо, США) — американская актриса и комедиантка. Харрис получила известность благодаря амплуа стервы в кино и на телевидении.

## Ранняя жизнь
Родилась и выросла в Уэртингтоне, штат Огайо, и там же училась в старшей школе, а в 1989 году окончила университет. Позже она начала карьеру в театре, а в начале девяностых переехала в Лос-Анджелес.

## Карьера
Рэйчел Харрис начала свою карьеру в качестве стенд-ап комика лос-анджелесской труппы Groundlings. Некоторое время она обучала новых артистов труппы комическому мастерству. В 1993 году она дебютировала на телевидении в эпизоде сериала «Подводная одиссея» и в последующие два десятилетия появилась в почти ста фильмах и телепрограммах.
Харрис снялась в нескольких недолго просуществовавших комедийных сериалах, среди которых «Жирная актриса» (2005) с Кёрсти Элли, «Девять месяцев из жизни» (2007—2008) и «Материнство» (2009) с Шерил Хайнс и Меган Маллалли, каждый из них был закрыт после одного сезона. Между тем она была гостем в более пятидесяти различных сериалах, таких как «Друзья», «Западное крыло», «Новые приключения старой Кристин», «Отчаянные домохозяйки», «Американская семейка», «Счастливый конец», «Новенькая» и многих других.
С 2012 по 2014 год Харрис периодически появлялась в сериале «Форс-мажоры», а в 2014 году вышла из своего типичного амплуа стервы, сыграв добрую мать в ситкоме «Выживание Джека».
На большом экране Рэйчел Харрис была заметна в фильмах «Солист» (2009), «Мальчишник в Вегасе» (2009) «Дневник слабака» (2010) и «Дневник слабака: правила Родрика» (2011). В 2012 году она была номинирована на премию «Независимый дух» за лучшую женскую роль за роль в фильме «Естественный отбор».

## Личная жизнь
С 2003 по 2008 год Харрис была замужем за актёром Адамом Полом.
С 2015 по 2020 год Харрис была замужем за виолончелистом Кристианом Хебелем. У бывших супругов есть два сына — Генри Харрис Хебел (род. 19 июля 2016) и Отто Хебел (род. 25 августа 2018). Оба сына были рождены разными суррогатными матерями.

## Избранная фильмография
| Год       |   | Русское название                   | Оригинальное название                   | Роль                |
| --------- | - | ---------------------------------- | --------------------------------------- | ------------------- |
| 2002      | ф | Шоу начинается                     | Showtime                                | учительница         |
| 2003      | ф | Особняк с привидениями             | The Haunted Mansion                     | миссис Коулман      |
| 2004      | ф | После заката                       | After the Sunset                        | Джун                |
| 2007      | ф | Эван Всемогущий                    | Evan Almighty                           | репортёр на ковчеге |
| 2007      | ф | Лицензия на брак                   | License to Wed                          | Джанин              |
| 2008      | с | Отчаянные домохозяйки              | Desperate Housewives                    | Сандра Бёрч         |
| 2009      | ф | Солист                             | The Soloist                             | Лесли Блум          |
| 2009      | ф | Мальчишник в Вегасе                | The Hangover                            | Мелисса             |
| 2010      | ф | Дневник слабака                    | Diary of a Wimpy Kid                    | Сьюзан Хеффли       |
| 2011      | ф | Естественный отбор                 | Natural Selection                       | Линда               |
| 2011      | ф | Дневник слабака 2: Правила Родрика | Diary of a Wimpy Kid: Rodrick Rules     | Сьюзан Хеффли       |
| 2012      | ф | Дневник слабака 3                  | Diary of a Wimpy Kid: Dog Days          | Сьюзан Хеффли       |
| 2012—2019 | с | Форс-мажоры                        | Suits                                   | Шейла Саз           |
| 2013      | ф | Плохие слова                       | Bad Words                               | мама Эрика          |
| 2014      | ф | Ночь в музее: Секрет гробницы      | Night at the Museum: Secret of the Tomb | Мэдлин Фелпс        |
| 2014      | ф | Особо опасна                       | Barely Lethal                           | миссис Ларсон       |
| 2015      | ф | Хватай и беги                      | The Kitchen Sink                        | миссис Мосли        |
| 2015—2020 | с | Люцифер                            | Lucifer                                 | Линда Мартин        |